# 三位一体の改革
三位一体の改革（さんみいったいのかいかく）は、日本において国と地方公共団体に関する行財政システムの3つの改革、すなわち「国庫補助負担金の廃止・縮減」「税財源の移譲」「地方交付税の一体的な見直し」をいう。「三位一体の改革」というキーワードは経済財政諮問会議にて片山虎之助総務大臣より提示された(2002年)。
「三位一体改革」とも。なお、「三位一体」はもともとキリスト教の教義にもとづくものであるが、それとは直接の関係はない。

## 経緯
2001年（平成13年）に成立した小泉内閣における聖域なき構造改革の一環として、「地方に出来る事は地方に、民間に出来る事は民間に」という小さな政府論を具現化する政策として推進されたものである。国庫補助金改革・税源移譲による地方分権と、地方交付税の削減による財政再建をセットで行うこととした点にその特色があった。
2002年（平成14年）6月に閣議決定された「骨太の方針2002」において「三位一体」という言葉が初めて使用されるとともに、「国庫補助負担金、交付税、税源移譲を含む税源配分のあり方を三位一体で検討し、それらの望ましい姿とそこに至る具体的な改革工程を含む改革案を、今後一年以内を目途にとりまとめる」との方針が示された。これに基づき、2003年度予算においては、5600億円程度の国庫補助負担金が削減された。うち2300億円程度は一般財源化されたが、残りは単なる削減となった。
2003年（平成15年）の経済財政諮問会議において、総理は「義務的経費は全額移譲、その他の経費は８割を目処に移譲」と指示を出し、それを受け6月に閣議決定された「骨太の方針2003」においては、2006年度までに(1)4兆円程度の国庫補助負担金の廃止・縮減等を行うこと、(2)地方財政計画の歳出を見直すことにより、地方交付税総額を抑制すること、(3)廃止する国庫補助負担事業の中で引き続き地方が主体となって実施する必要のあるものについては、基幹税の充実を基本に税源移譲を行う、という具体的な工程が示された。
2004年度（平成16年度）はこの改革によって、国庫支出金が1兆300億円削減され、6600億円の税源移譲が決定された。税源移譲額よりも補助金削減額のほうが大きいため、地方自治体からは税源移譲が不十分だとの意見もあがった。加えて、地方交付税と財源対策債とを合わせて約2兆9000億円が削減された（削減率12%）ことは地方自治体に大きな衝撃を与えた。
このような経緯で地方の改革への不信感が募ってきたため、2004年（平成16年）6月に閣議決定された「骨太の方針2004」においては3兆円規模の税源移譲を行うことを先行決定し、これに合わせて補助金削減を検討することとした。また、具体的に廃止すべき国庫補助負担金について、地方側に削減案の提出を求めた。義務教育費国庫負担や生活保護費国庫負担等のあり方を巡る激しい議論の末、同年11月、政府・与党が目標の8割程度にあたる2.4兆円分の税源移譲に合意した。
2005年（平成17年）においては、残り6000億円分の税源移譲につながる国庫補助負担金改革の具体化を巡って議論が行われた。11月、政府、与党が6000億円分の税源移譲に合意。これをもって、2006年（平成18年）までの改革とされていた三位一体の改革に一応の区切りがつけられることとなった。

## 改革の成果
補助金の削減には各省庁が反対、税源移譲には財務省が反対、交付税改革には総務省が強く反対し、実施には困難を極めた。
| 国庫補助負担金改革                                    | 約4.7兆円  |
| 地方交付税総額の削減 （地方交付税及び臨時財源対策債） | 約▲5.1兆円 |
| 税源移譲                                              | 約3兆円    |

### 国庫補助負担金改革
- 4.7兆円の改革のうち、約3兆円分について一般財源化（税源移譲によって対応）し、残りの7900億円について交付金化、9900億円についてスリム化が行われた。

### 税源移譲
- 2006年度税制改正で所得税から個人住民税への税源移譲を実施。（2007年分所得税、2007年度分個人住民税から、個人住民税所得割を一律10%に（都道府県4%、市区町村6%）
  - ちなみに、本来は所得税減税を1年先行させる必要がある（すなわち、所得税は当年の所得を標準として、たとえば給与所得者にあっては源泉徴収、個人事業者にあっては事業計画から算定した額を分割納付となり、確定申告後の精算は比較的小幅にとどまるのに対し、個人住民税は確定した前年の所得を標準とするので、同一の所得を標準として両者を併科するためには所得税を先行させる必要がある。）のに個人住民税の税制改正と同年に改正した結果、2006年の収入については旧所得税率と新住民税率が適用された。そのため、課税所得約1100万円以下の者にとっては1年分だけ（住民税の増分として）増税され、それより高所得の者は1年分だけ（所得税の減少分として）減税になるという現象が生じた。中・低所得層(全体の95%弱)の増税分は約3.5兆円、高所得層の減税分は約0.5兆円と推定される。税源移譲初年度分の約3兆円はこの両者の差額によってまかなわれている。

### 地方交付税改革
- 地方財政計画の歳出見直し、地方交付税算定の簡素化、行政改革努力に応じた算定の導入等により、地方交付税総額の抑制がなされた。

| 2003年（平成15年） | 23.9兆円         |
| 2004年（平成16年） | 21.1兆円(▲12.0%) |
| 2005年（平成17年） | 20.1兆円(▲4.5%)  |
| 2006年（平成18年） | 18.8兆円(▲6.5%)  |

## 評価
- 地方六団体からの評価
地方六団体は、3兆円の税源移譲を基幹税により行うこととしたことについては「これまでにない画期的な改革であり、今後の地方分権を進めるうえにおいて大きな前進」と評価したうえで、「もともと地方の改革案から除外していた生活保護費が盛り込まれなかったこと、税源移譲率には課題があるが施設整備費を対象に採り入れたことは地方の意見が反映されたものとなっているものの、一方、児童扶養手当や児童手当、義務教育費国庫負担金の負担率の引き下げなど我々地方が主張してきた真の地方分権改革の理念に沿わない内容や課題が含まれている」と指摘した（平成17年12月1日 『「三位一体の改革」に関する政府・与党合意に対する声明』）
- 地方分権の立場からの批判
三位一体改革の検討過程においては財務省が推進しようとする国の財政再建の論理のみが先行し、地方分権の推進の意思が感じられないとの批判がある（神野直彦など）。
- 進め方における傾向
経済財政諮問会議の場で議論を進め、各メンバーがそれぞれの応援団を使って資料を用意し、主張を戦わせた。議事は公開され、またマスコミも積極的にこれを報道し、解説記事でフォローした。
また、国庫補助金の問題について、政府は地方六団体側に改革案の提示を求めた。地方も単に「税源を与えよ」と叫ぶだけではない理論武装を迫られ、その議論の収束にはかなりの調整を要した。国庫補助負担金改革では、どの補助金等を廃止・一般財源化の対象とするかで激論が交わされた（特に義務教育費国庫負担の存廃が焦点となった）。
- 税源の偏在から生じる自治体間の対立
税源移譲をめぐり、地方交付税の不交付団体である東京都と、総務省及び交付団体である他の道府県が委譲分をめぐる対立を起こすなど、都市と地方間の対立を煽る様相をみせているという側面もある。